# 유건재
유건재(兪健在, 1948년 9월 1일~2021년 11월 9일)는 대한민국의 바둑 기사와 바둑 해설가였다.
1964년 제7회 청소년배에서 우승을 차지했고 1966년에 입단했다. 1972년과 1973년 명인전 본선에 진출했고 1977년 제3기 최강자전에서 준우승을 차지했다. 1978년 왕위전 본선과 1983년 국수전 본선에 진출했으며 1984년과 1985년 패왕전 본선에 올랐다. 1995년 7단으로 승단했고 1996년 제2기 테크론배 본선에 진출했다. 2007년 3월에 8단으로 승단했다. 1991년부터 2001년까지 방송에서 SBS 바둑해설위원으로 일하기도 했으며 진로배 SBS 세계 바둑 최강전, SBS배 연승바둑최강전 고성 해설위원으로 활동했다. 그후 바둑해설가로 활동했다. 한국기원 사무총장을 역임했다.
2021년 11월 9일에 숙환으로 사망하였다.

## 가족 관계
- 배우자: 최희은
  - 아들: 유선웅
    - 며느리: 안희영

  - 딸: 유선영
    - 사위: 최지훈